# Caradrina sogdiana
Caradrina sogdiana är en fjärilsart som beskrevs av Charles Boursin 1936. Caradrina sogdiana ingår i släktet Caradrina och familjen nattflyn. Inga underarter finns listade i Catalogue of Life.